# Francesc de Borbó (comte d'Enghien)
 Francesc de Borbó  ( François de Bourbon  en francès) (23 de setembre de 1519 - 23 de febrer de 1546) era un príncep francès i comte d'Enghien. Era fill de Carles IV de Borbó-Vendôme, duc de Vendôme.
Francesc I de França li va assignar el comandament de l'Exèrcit francès a Itàlia durant la guerra d'Itàlia de 1542–46, en la qual va aconseguir la victòria enfront de les tropes espanyoles i les imperials a la batalla de Ceresole el 1544.